# IQue Player
Pour les articles homonymes, voir Ique.
L’iQue Player est une console de jeux vidéo construite par iQue, une entreprise commune appartenant à Nintendo et à un scientifique américano-chinois, le Dr Wei Yen. La console a la forme d'une manette de jeu directement reliée à la télévision. Cette console est uniquement vendue en Chine.
L'iQue Player a été annoncée pour la première fois lors du Tokyo Game Show 2003 et est sorti le 17 novembre 2003 en Chine. Une sortie japonaise a été envisagée pour octobre 2004, mais fut finalement annulée.
Les jeux sont entreposés sur des cartes flash de 64 mégaoctets qui s'insèrent directement dans la manette/console. Les jeux sont achetés dans des magasins spéciaux appelés iQue Depot d'où ils sont téléchargés sur la carte flash, à la manière du Famicom Disk System. Ce système de téléchargement est utilisé afin de limiter le piratage.

## Spécifications techniques
L'iQue Player est basée sur le processeur de la Nintendo 64 et il est normalement possible d'y faire fonctionner tous les jeux Nintendo 64 et Super Nintendo.
- Processeur : R-4300 64 bits CPU, 93,75 MHz
- Mémoire : 4 Mo RAMBUS
- Carte graphique : 100 000 polygones par seconde, 2,09 millions de couleurs
- Son : ADPCM 64

## Liste des jeux
- Wave Race 64 (chinois : 水上摩托 ; pinyin : Shuǐ Shàng Mótuō)
- Star Fox 64 (chinois : 星际火狐 ; pinyin : Shinjì Huohu)
- Super Mario 64 (chinois : 神游马力欧 ; pinyin : Shén Yóu Mǎlìōu)
- The Legend of Zelda: Ocarina of Time (chinois : 塞尔达传说-时光之笛- ; pinyin : Sèěrdá Chuánshuō: Shíguāng zhī Dí)
- Mario Kart 64 (chinois : 马力欧卡丁车 ; pinyin : Mǎlìōu Kǎdīngchē)
- F-Zero X (chinois : F-Zero X 未来赛车 ; pinyin : Wèilái Sàichē)
- Yoshi's Story (chinois : 耀西故事 ; pinyin : Yàoxī Gùshi)
- Paper Mario (chinois : 纸片马力欧 ; pinyin : Zhǐ Piān Mǎlìōu)
- Sin and Punishment: Successor of the Earth (chinois : 罪与罚-地球的继承者- ; pinyin : 'Zuì yǔ Fá: Dìqiú de Jìchéng Zhě)
- Excitebike 64 (chinois : 越野摩托 ; pinyin : Yuèyě Mótuō)
- Super Smash Bros. (chinois : 任天堂明星大乱斗 ; pinyin : Rèntiāntáng Míngxīng Dà Luàn Dǒu)
- Custom Robo (chinois : 组合机器人 ; pinyin : Zǔhé Jīqìrén)
- Animal Forest (chinois : 动物森林 ; pinyin : Dòngwù Sēnlín)
- Dr. Mario 64 (chinois : 马力欧医生 ; pinyin : Mǎlìōu Yīshēng)